# Seleção Salomonense de Futebol de Areia
A 'Seleção Salomonense de Futebol de Areia representa as Ilhas Salomão em amistosos e torneios oficiais de futebol de areia (ou beach soccer).

## Títulos
- Campeonato de Futebol de Areia da OFC (4): 2006, 2007, 2009 e 2013